# Hielo-9
El hielo-9 es un material de ficción que aparece en la novela Cat's Cradle de Kurt Vonnegut. El hielo-9 supuestamente es una variante del agua más estable que el hielo común (Hielo Ih); en lugar de derretirse a los 0 °C (32 °F), lo hace a  45.8 °C (114.4 °F). Cuando el hielo-9 hace contacto con el agua líquida bajo los 45.8 °C (de este modo pasa a estar superenfriada), reacciona como una semilla de cristal y causa la solidificación de la estructura entera del agua, que rápidamente se cristaliza más como hielo-9. Como el ser humano prácticamente es agua, el hielo-9 causa muerte muy rápida cuando es ingerido o llevado a contacto con los tejidos blandos expuestos al flujo sanguíneo, tales como los ojos.
En la historia, el Manhattan Project lo desarrolla para que los Marines ya no necesiten lidiar con el barro, pero se abandona cuando queda claro que una cantidad de hielo-9 tendría el poder de destruir todo rastro de vida en la Tierra. El argumento usado en la novela de Vonnegut es una catástrofe global que implica la glaciación de los océanos del mundo con hielo-9.

## Origen de la idea
Vonnegut atribuye la idea del hielo-9 a Irving Langmuir, quien inició el estudio de las películas ligeras y las interfaces. Mientras trabajaba en la oficina de relaciones públicas de General Electric, Vonnegut halló la historia de cómo Langmuir, que ganó el Premio Nobel en 1932 por su trabajo en General Electric, tuvo que cargar con la responsabilidad de entretener al autor H. G. Wells, quien estaba visitando la compañía al inicio de los años 30. Aparentemente, Well no estaba inspirado y ni él ni Langmuir publicaron nunca nada sobre este tema. Después de que Langmuir y Well hubieran muerto, Vonnegut decidió usar la idea en su libro Cat's Cradle.
El ficticio hielo-9 no debería ser confundido con el hielo del mundo real hielo IX, que no tiene estas propiedades.

## No-ficción
- Aunque mediante presión pueden crearse múltiples variantes de hielo, ninguna tiene las propiedades descritas en este libro, y ninguna es estable a temperatura estándar y presión por encima del punto de fusión normal del hielo. El verdadero hielo IX no tiene las propiedades de la creación de Vonnegut, y solo puede existir a temperaturas extremadamente bajas y altas presiones.
- El fenómeno del hielo-9, de hecho, ha ocurrido con otros cuantos tipos de cristales, llamados "variantes desaparecidas". En estos casos, se ha introducido un nuevo variante de un cristal en el ambiente, sustituyendo muchas de las antiguas formas de los cristales con su propia forma. Un ejemplo es la medicina Ritonavir anti-SIDA , donde la variante más nueva destruyó la efectividad de la droga hasta que la mejora de la producción y distribución fue desarrollada.[2]
- El hielo-9 se ha usado como modelo para explicar el mecanismo infeccioso de las proteínas mal plegadas llamadas priones, que catalizan un mal plegado de la correspondiente proteína normal, produciendo varias de encefalopatías espongiformes, como el kuru, la tembladera del ganado ovino y la enfermedad de Creutzfeldt-Jacob.[3]

## Otros medios
- La banda de metalcore de Boston Ice Nine Kills fue nombrada así por nombre por el arma de destrucción masiva ideada por Vonnegut.
- Chris Mars en su álbum de 1993 75% Less Fat incluye una canción llamada «No More Mud» que trata íntegramente sobre el hielo-9 y hace mumerosas referencias a los personajes del libro.
- El álbum instrumental de Joe Satriani Surfing With the Alien incluye una canción llamada «Ice 9».
- La banda The One O'Clock Lab at UNT interpretó una composición de jazz llamada «Ice-9» (compuesta por Steve Wiest) en la nominación a los Grammy de su álbum Lab 2009.
- El músico Susumu Hirasawa nombró a su guitarra, por su diseño, «ICE-9»; lanzó también un álbum para exhibir su guitarra, también titulado «ICE-9».
- El videojuego 999: Nine Hours, Nine Persons, Nine Doors y su secuela Virtue's Last Reward usa el «hielo-9» como un elemento menor del argumento, con atribuciones similares al hielo-9 de Vonnegut.
- La película del 2003 The Recruit presenta un virus de ordenador llamado Ice-9 que eliminaría discos duros y que viaja a través de poderosas fuentes que no están protegidas, posiblemente borrando los discos duros de todos los ordenadores de la Tierra.
- El episodio «Ice» de la cuarta temporada de la serie de televisión estadounidense Alias gira en torno a una sustancia química llamada Hielo-5 con el mismo efecto que el hielo-9 de Vonnegut.
- El mago rojo Statscowsky, un personaje principal de la web de cómic 8-Bit Theater, usa un hechizo conocido como «Hielo-9» que detiene toda la actividad térmica en la dimensión en la que se usa.
- El Hielo-9 aparece en The League of Extraordinary Gentlemen, Volume III: Century. Forma la tumba del superhéroe Stardust.
- Una parte de the Scheme programming language implementation GNU Guile se llama hielo-9 en relación con el efecto de cristalización de la invención de Vonnegut.[4]
- La banda de rock The Grateful Dead fundó una compañía de publicidad llamada Ice Nine (en tributo a la historia de Vonnegut).[5]
- En el decimotercer capítulo de Futurama, «War is the H-Word», se puede ver una señal en el exterior de una tienda que indica «Free bag of ice-9 with 6-pack».